# ネクスター・メディア・グループ
ネクスター・メディア・グループ（Nexstar Media Group, Inc.）は、アメリカ・テキサス州アービングに本社を置くメディア企業である。同社はアメリカ最大のローカルテレビ局所有者であり、全米116都市圏・地域で約200のテレビ局を所有しており、そのほとんどは「主要な」テレビネットワーク、The CW、マイネットワークTVとの契約局である。また、ミッション・ブロードキャスティングやヴォーン・メディアなどの関連会社が所有する全ての局をローカルマーケティング契約に基づいて運営しており、クラシック番組を放映する2つの地上波テレビネットワーク、アンテナTVとリワインドTVを運営しており、3つの有料テレビネットワークの全部または一部を所有している（ケーブルニュース・エンターテイメントネットワークの「NewsNation」と、食品・料理のネットワークであるフード・ネットワークとクッキング・チャンネル、後者の2つは、テレビジョン・フード・ネットワーク合名会社（Television Food Network G.P.）の31%の株式を通じて）。

## 歴史

### 1996年〜2010年：形成
1996年6月17日にネクスター・ブロードキャスティング・グループ（Nexstar Broadcasting Group）として設立され、当初は投資ファンドのABRYパートナーズ（ABRY Partners）の支援を受けていた。最初に買収したテレビ局は、ペンシルベニア州スクラントンにあるWYOUだった。同年9月28日に売却が完了した。 ネクスターはすぐに2人の最愛のアンカーを解雇し、数人の長期スタッフを解雇した。ネクスターの創設者であるペリー・スークは、WYOUがネクスターの旗艦放送局になり、何年もニュースルームから離れたオフィスになると語った。1998年、ペンシルベニア州ウィルクスバリのWBRE-TVを買収した。これはWYOUと同じ市場にあったため、WYOUはミッション・ブロードキャスティングに「転売」された。これにより、放送局間の初めての「共有サービス」契約が始まった。WYOUの営業スタッフはスクラントンに留まり、制作とニュースの運営はウィルクスバリにあるWBREのオフィスに移された。解雇されなかったWYOUのスタッフは、ネクスターによって解雇され、ミッションによって雇用され、最終的にネクスターによって再雇用された。その後、ミッション・ブロードキャスティングは、ミッションが販売・管理チームを維持している間、制作・ニュース収集業務を運営・管理するためにネクスターに支払いを行った。
1997年、ジェット・ブロードキャスティング（Jet Broadcasting）からエリーのWJET-TVを買収し、1,850万ドルを支払った。
1998年1月12日、KFDX-TV、 KBTV-TV、KSNFを含むU・S・ブロードキャスト・グループ（U.S. Broadcast Group）が所有する3つの放送局を6,430万ドルで買収した。1999年、ロチェスターのWROC-TVをスミス・ブロードキャスティングから買収した。
2003年、クォーラム・ブロードキャスティング（Quorum Broadcasting、10のテレビ局の所有者）を買収した。また、同年、モリス・マルチメディアからKARK-TVとWDHN-TVを購入した。2006年、SJLブロードキャスティング（SJL Broadcasting）からWTAJ-TVとWLYH-TVのライセンシー権を5,600万ドルで買収した。
2009年3月20日、アウトソーシング契約を通じてフォー・ポインツ・メディア・グループが所有するテレビ局を運営した。しかし、2011年9月8日、シンクレア・ブロードキャスト・グループはフォー・ポインツ所有局を完全に購入する意向を発表し、10月に連邦通信委員会（FTC）が取引を承認した時点で放送局のMSAを引き継いだ（連邦通信委員会（FCC）は12月21日にグループ契約の最終承認を行い、シンクレアによるフォー・ポインツ所有局の購入は2012年1月1日に完了した）。

### 2011年〜2013年：FOXとの再送信同意紛争
2011年、ネクスターとFOXは逆報酬の条件をめぐって紛争を起こした。これは、FOXが、所属契約が既に期限切れまたは期限切れに近づいている（契約上の合意なしにネットワークの番組を運営している）系列局との放送局グループ間の所属契約更新の一環として、ケーブル・衛星事業者との再送信同意契約からの収益の分け前を積極的に求め始めた時に発生した。伝えられるところによると、FOXが系列局にネットワークに支払うことを望んでいたケーブル・衛星事業者からの再送信同意料の金額は、系列契約の最初の年に加入者あたり25セントであり、4年目までに50セントに増加した。FOXの系列セールス・マーケティング担当の社長であるマイク・ホプキンス（Mike Hopkins）は、既存の系列が逆補償の再送分担の条件に同意しない場合、ネットワークは最後の手段として所属を別の市場放送局に移動することを検討するとその年初めに述べていた。
FOXは4つの市場でネクスターが所有/運営する放送局との提携を解除し、代わりに3つの局がマイネットワークTV番組サービス（FOX の親会社であるニューズ・コーポレーションが所有）との既存の提携に加えてFOXを追加した。インディアナ州の2つの市場で、FOXは1つの放送局の主要な所属から、競合する三大放送局の既存のマイネットワークTV系列のデジタルサブチャンネルに参加し、マイネットワークTVは2番目の所属に移行した。エバンズビルでは、FOXは7月1日にWTVW（後に独立局となり、後にThe CWに参加）からCBS系列局WEVV-TVのマイネットワークTV系列のサブチャンネルに移動し、フォートウェインでは、8月1日にFOX系列がWFFT-TVからNBC系列局WISE-TVのマイネットワークTV系列のサブチャンネルに移動した。ネットワークはまた、2011年9月1日に、ミズーリ州スプリングフィールドの所属をKSFX-TV（エリアCBS系列局のKOLRと複占で運営されていた）から新興のマイネットワークTV系列局のKRBKに移し、両方の局が独立した。ネクスターは、グループの9つの既存のABC加盟局に関するネクスターとABCの間の長期更新契約の一環として、インディアナ州テレホートは、ABC番組の地上波搬送を失うのを見た1995年の切り替えを覆したものとして（それ以来、ABCはインディアナポリスの系列局WRTVのエリアケーブル及び衛星プロバイダーを通じて市場に出回っている）、FOXをテレホートのWFXWから脱退させ、2011年9月1日にABCと再提携することを選択した（これまでのところ、FOXとの提携が解除された後、別のネットワークと提携している唯一のネクスター所有局になる）。その後、FOXの所属は、CBS系列のWTHI-TVのデジタルサブチャンネルに移動し、マイネットワークTVも二次系列として追加された。ネクスターの残りのFOX系列局は、2013年12月までの更新契約に署名した。さらに、WISE-TVの当時の所有者であるグラナイト・ブロードキャスティングに対するネクスターの反トラスト法訴訟の和解に続いて、WFFT-TVは2013年3月1日にFOXとの提携を取り戻した。2018年後半にKRBKを購入し、ミズーリ州スプリングフィールド市場でFOX系列の所有権を回復した。

### 2012年〜2013年：買収による拡大
2012年7月、ニューポート・テレビジョンから11局を購入し、デジタルメディアを活性化することに合意し、2局がミッション・ブロードキャスティングと提携した。また、同年8月12日、KBTV-TVをディアフィールド・メディアに売却し、ディアフィールドはシンクレア・ブロードキャスト・グループとJSA・SSAを締結し、KFDM-TVとの複占になった。
2013年4月24日、コミュニケーションズ・コーポレーション・オブ・アメリカ（ComCorp）、KMSS-TV、KPEJ-TVのグループ全体を買収し、ホワイト・ナイト・ブロードキャスティングが所有するComCorpが運営する放送局の殆どをミッション・ブロードキャスティングに売却すると発表した一方、WEVV-TVとホワイト・ナイト・ブロードキャスティングのKSHV-TVは、ロッキー・クリーク・コミュニケーションズ（Rocky Creek Communications）と呼ばれる女性が管理する会社に販売され、これらの放送局の運用管理を引き受ける。
2013年9月16日、シタデル・コミュニケーションズからWOI-DT、KCAU-TV、WHBF-TVを8,800 万ドルで買収すると発表した。ネクスターは、時間仲介契約を通じて、すぐに買う放送局の運用を引き継いだ。この取引は、フィル・ロンバルド（Phil Lombardo）の「速度を落とす」という決定と、WOIとWHBFへの投資を売却したいというリンチ・エンターテインメント（Lynch Entertainment）の希望に続いていた。シタデルは、KLKN、WLNE-TV、及びそのサラソタの資産を引き続き所有する。2014年3月5日、連邦通信委員会はこれらの放送局のネクスターへの売却を完全に承認し、取引は同年3月13日に完了した。KCAUは、シタデルの標準化されたニュースセット、グラフィック、ロゴを引き続き使用した。
2013年11月6日、グラント・ブロードキャスティング所有局を8,750万ドルで購入すると発表した。連邦通信委員会の所有権規制により、所有局の1つであるKLJBはマーシャル・ブロードキャスティング・グループにスピンオフされたが、共有サービス契約を通じてネクスターによって運営されている。売却は2014年12月1日に完了した。2015年、ハワード・スターク・ホールディングスのThe CW系列局であるWLYH-TVのライセンシー資産を売却した。

### 2015年〜2017年：メディア・ゼネラルの買収
2015年9月28日、メディア・ゼネラルを41億ドル（負債を含む）で買収する一方的な申し出をしたと発表した。メディア・ゼネラルの株主は、1株あたり10.50ドルの現金と0.0898株のネクスターを受け取り、合計で1株あたり14.50ドルに相当する。ネクスターの提案は、メディア・ゼネラルとメレディス・コーポレーション（同年9月8日に発表）の合併を阻止するための策略であるとアナリストは見ていた。メディア・ゼネラルが20日以内にカウンターオファーに同意した場合、ネクスターはそのポートフォリオを114のテレビ局に拡大し、独自の局と連邦政府の承認の両方がある市場でのスピンオフを保留する。11月16日、メディア・ゼネラルはこの申し出を拒否したが、メレディスとの合併が完了した後、交渉することに同意した。
2016年1月27日、メディア・ゼネラルは、ネクスターが会社の価値を46億ドルに加え、23億ドルの債務を引き受けるものとして1株あたり17.14ドルの取引で買収するという最終合意を締結したと発表した。合併後の会社はネクスター・メディア・グループ（Nexstar Media Group）として知られるようになり、171の放送局を所有し、アメリカ国内の世帯の推定39％にサービスを提供している。同社はメレディス・コーポレーション（メディア・ゼネラルが以前に合併を提案していた）に6,000万ドルの解約手数料を支払い、メレディスに購入中に売却される可能性のある放送またはデジタル資産の取得を最初に拒否する権利を与えた。この取引には、FCCのスペクトルインセンティブオークション中に各放送局からスペクトルを販売した場合のメディア・ゼネラル株主の偶発的価値の権利も含まれていた。
2016年5月27日、5つの放送局の販売を発表した。フロリダ州ジャクソンビルのWCWJは、バージニア州ロアノークのWSLS-TVと共にグラハム・メディア・グループに売却された。また、ルイジアナ州ラファイエットのKADN-TVとKLAF-LDはバイユー・シティ・ブロードキャスティングに売却され、コロラド州グレンウッドスプリングスにあるKREG-TVは、連邦通信委員会の所有上限により、ネクスターがメディア・ゼネラルを買収した後に必要な一連の売却の一環として、マーキー・ブロードキャスティングに売却された（メディア・ゼネラルとネクスターの両方がこれらの市場でステーションを所有しているため、ロアノークの放送局とラファイエットの放送局の売却が必要である）。同年6月3日、ウィスコンシン州グリーンベイのWBAY-TVとアイオワ州ダベンポートのKWQC-TVをグレイ・テレビジョンに2億7,000万ドルでスピンオフすることが発表された。
2016年6月13日、インディアナ州フォートウェインのWFFT、ミズーリ州セントジョセフのKQTV、ミネソタ州ロチェスターのKIMT、インディアナ州テレホートのWTHI-TV、ラファイエットのWLFIを、同社のUSAテレビジョン・ミッドアメリカ・ホールディングス（USA Television MidAmerica Holdings）とMサウス・エクイティ・パートナーズ（MSouth Equity Partners）との合弁事業を通じて、1億1,500万ドルでハートランド・メディアに売却すると発表した。この売却は、両グループの合併の承認手続きに先立って、ネクスターがFCCの所有規則（特に放送局所有者の国内市場の放送範囲に関するもの）を遵守できるようにするためのものだった（ネクスターは既にNBC系列のWTWOを所有しており、テレホートでABC系列のWAWV-TVを運営しており、フォートウェインでメディア・ゼネラルが所有するCBS系列のWANE-TVを買収する予定だった）。 
取引は2017年1月11日にFCCによって承認され、売却は同年1月17日に完了した。

### 2014年〜2017年：その他の出来事
2014年3月13日、インターネット・ブロードキャスティング（Internet Broadcasting）を2,000万ドルで買収すると発表した。同社は最近、ニューポート・テレビジョンから資産を購入することで競合他社のインターガイズ・デジタル（Inergize Digital）を買収し、続いてLINメディアとFOXテレビジョン・ステーションズのスピンオフ合弁事業であるエンタープライズ・テクノロジー・グループ（Enterprise Technology Group、ETG）を買収した。プロバイダーは統合され、元ETG CEOのフィリップ・ヒョン（Phillip Hyun）が率いるラカナ（Lakana）が形成された。2014年10月23日、アリゾナ州フェニックスのKASWをサガモアヒル・ブロードキャスティングとメレディス・コーポレーションから買収し、2015年1月30日に完了した。
2015年2月2日、位置に焦点を当てたビデオ広告及びプログラマティックテクノロジー企業であるYashi の買収を3,300万ドルで完了した。同年11月17日、ウェストバージニア・メディア・ホールディングスの放送局（チャールストンのWOWK-TV、クラークスバーグのWBOY-TV、ゲントのWVNS-TV、ホイーリングのWTRF-TV）を1億3,000万ドルで購入する意向を発表した。同社は、2016年後半に予定されている取引の正式な完了を待って、2015年12月に時間仲介契約に基づいて局の非ライセンス資産を引き継いだ。両社は、この買収を、イーストタン・パンハンドル地域をカバーエリアとするネクスターのWHAG-TVを補完するものと見なした。ネクスターCEOのペリー・A・スークは、WOWKの卒業生でもある。売却は2017年1月31日に完了した。
2018年8月1日、コプラー・コミュニケーションズ（Koplar Communications）からスプリングフィールドのKRBKを1,645万ドルで買収し、アラバマ州ハンツビルのWHDFをロックウッド・ブロードキャスト・グループから225万ドルで買収した。同年11月1日、レイコム・メディアとグレイ・テレビジョンの合併に必要な取引の一環として、ホノルルにあるマイネットワークTV系列局のKFVEをアメリカン・スピリット・メディアから買収した。

### 2017年〜2019年：トリビューン・メディアとの合併
2017年4月30日、ウォール・ストリート・ジャーナルは、ネクスターからのトリビューン・メディアに対する競合入札と、21世紀フォックスとプライベート・エクイティ会社のブラックストーン・グループとのパートナーシップがあったと報じた。しかし、同年5月8日、トリビューンがシンクレア・ブロードキャスト・グループに買収される契約を結んだことが発表された。5月26日、DealReporterは、ネクスターがテグナの買収を検討している可能性があると報じたが、そのような取引では、所有権の競合と所有権の上限の超過により、大幅な売却が必要になる可能性があった。
2018年11月14日、トリビューンが提案されていたシンクレアへの売却をキャンセルした後、ネクスターがトリビューン買収の主要入札者であると報じられた。同年12月3日、トリビューン・メディアと64億ドルで合併する意向を発表した（トリビューンの全株式の現金は41億ドル、負債は23億ドル）。この合併により、118の市場に216の放送局を持ち、FCCの時価総額であるテレビ世帯の39％を僅かに下回り、アメリカで最大のテレビ局の所有者になった。合併の一環として、一部の放送局と「非コア」資産を売却することを計画した。
2019年春、アメリカ・メキシコ国境からのニュース記事に焦点を当てたウェブサイト「ボーダー・リポート」を立ち上げた。
2019年3月20日、19の放送局をE・W・スクリップス・カンパニーとテグナに合計13億2,000万ドルで売却し、スクリップスが8局（WPIX、WSFL-TV、WTKR、WGNT、WTVR-TV、WXMI、KSTU、KASW）、テグナが11局（WATN-TV、WLMT、WTIC-TV、WCCT-TV、WOI-DT、KCWI、WNEP、WPMT、WQAD-TV、WZDX、KFSM-TV）を売却すると発表した。これらの放送局のうち、WPIXだけが複占ではなく、その市場規模に関連付けられていた（現在のFCC規則の下での完全な買収により、39%の上限を超えることになる）。WPIXを含む取引には、2020年3月31日から2021年末までにネクスターがWPIXを買い戻すことができる7,500万ドルのオプション条件が含まれていた。2020年夏、このオプションはミッション・ブロードキャスティング（放送局の買収はネクスターによって大部分が資金提供されている）に譲渡され、その後すぐに行使された。ネクスターは、これらの売却は、売却の資金を調達し、債務をカバーするために使用されると述べた。2019年4月8日、さらに2 つの放送局（WISH-TVとWNDY）をサークル・シティ・ブロードキャスティングに4,250 万ドルで売却すると発表した。
2019年4月3日、マーシャル・ブロードキャスティング・グループはネクスターを契約違反で訴え、現在の規制環境下で将来的に放送局を買い戻し、コストを削減できるようにネクスターが事業を「弱体化」させようとしていると主張した。同社はまた、関連する買収のFCC承認を得るためのトークンとして、少数派所有の放送会社への放送局の売却を使用したとしてネクスターを非難した。AT&Tとの搬送紛争により、同年7月3日の23:59に開始され、8月29日に終了したAT&TのディレクTV、ディレクTV・ナウ、U-verseプラットフォームから、97市場にわたる120以上のネクスター所有局が削除された。
2019年8月1日、アメリカ合衆国司法省はネクスター・メディア・グループとトリビューン・メディアの間の取引を承認した。合併は同年9月16日にFCCによって承認され、3日後に完了した。
2019年11月5日、ネクスターがノースカロライナ州シャーロットにあるFOXテレビジョン・ステーションズ所有のWJZY及びマイネットワークTVアウトレットのWMYT-TVを4,500万ドルで買収すると発表された。また、シアトルに拠点を置くKCPQとKZJO（ミルウォーキーに拠点を置くWITIと共に）の複占を、3億5,000万ドル相当の別の取引でFTSに売却すると発表した。ネクスターは、債務を返済し、南東部での事業を統合するための取引を行った。2020年3月2日に売却を終了した。失敗した取引に関する訴訟の当事者間の和解の一環として、シンクレアは2020年1月27日に、ハーリンゲンとダンビルの2つの資産をネクスター・メディア・グループに6,000万ドルで売却しなければならなかった。創設者であるペリー・スークは、かつてWDKYの資産を所有していたスーペリア・コミュニケーションズ（Superior Communications）の社長であり、ネクスターへの売却を一種の帰郷にした。WDKYの取引は2020年9月17日に完了した。

### 2020年〜現在：NewsNationの開局
2020年1月15日、WGNアメリカで『NewsNation』と呼ばれる全国ニュース番組を発表した。同番組は同年9月1日に開始された。2021年3月1日、WGNアメリカはNewsNationに改称された。
2020年10月22日、企業再編を行い、その下でネクスター・ブロードキャスティングとネクスター・デジタルの主要子会社が運営子会社のネクスター株式会社（Nexstar, Inc.）に統合された。
ディッシュ・ネットワークとの搬送紛争は2020年12月2日に始まり、クリスマスイブまでに終了した結果、115の市場で少なくとも164のネクスター所有局が削除され、テレビのある家庭の約63％をカバーしていた。
2020年12月16日、トリビューン・パブリッシングからBestReviewsを1億6,000万ドルで購入すると発表した。
2021年5月20日、The CWとネクスターは、全国の37の市場でThe CWネットワークの提携を更新する複数年契約に達したことを発表した。ほぼ8か月後の2022年1月5日、ウォール・ストリート・ジャーナルは、The CWの共同所有者であるワーナーメディア（ディスカバリーと合併してワーナー・ブラザース・ディスカバリーを設立）とパラマウント・グローバルが合弁会社ネットワークの過半数の株式を売却するオプションを検討しているため、ネクスターが当該ネットワークの有力な買い手になる可能性があると報じた。この3社は、WSJの報道についてまだコメントしていない。2022年6月下旬、ウォール・ストリート・ジャーナルが報じた新しい報道によると、ネクスターはネットワークの75%の所有権を取得し、現在の所有者であるパラマウントとワーナー・ブラザース・ディスカバリーはそれぞれ12.5%の所有権を保持する。今後数週間で発生する可能性のある取引が成立した場合、ネクスターはネットワークの現在の損失の「かなりの部分」を引き受けると報じられている。
2021年8月20日、政治ニュースウェブサイト「ザ・ヒル」を1億3,000万ドルで買収した。
新しいデジタルサブチャンネルネットワークであるリワインドTVは、2021年9月1日に開始され、1980年代と1990年代の古典的なテレビ番組を特集した。

## 非放送局資産
- Zap2it（英語版）
- ザ・ヒル
- ラカナ
- LINデジタル（英語版）
- Yashi（英語版）
- BestReviews（英語版）[92]

### テレビネットワーク
- アンテナTV（英語版）
- The CW（75%の所有権。パラマウント・グローバルとワーナー・ブラザース・ディスカバリーがそれぞれ12.5%を保有）
- NewsNation
- リワインドTV（英語版）
- テレビジョン・フード・ネットワーク合名会社（31%の所有権。残りの69%の所有権はワーナー・ブラザース・ディスカバリーが保有）
  - フード・ネットワーク
  - クッキング・チャンネル（英語版）

### 過去
- シカゴ・ホワイトソックス・ラジオ・ネットワーク（英語版） - 2018年から2020年シーズンの終わりまでWGNラジオを介して発信者、 ESPNラジオ（英語版）のWMVP（英語版）がチームのラジオパートナーになった。
- シカゴランド・テレビジョン（英語版） - 地域ケーブルニュースチャンネル
- TV・バイ・ザ・ナンバーズ（英語版） - Zap2Itの分割。新しいコンテンツが追加されることなく、アーカイブ形式のままである。
- The WB - ワーナー・ブラザースとの合弁事業の元テレビネットワーク